# Açude Buiu
O Açude Buiu, oficialmente denominado Açude Jenipapeiro, é um açude público localizado no município de Olho d'Água, estado brasileiro da Paraíba.

## Contexto
O açude inclui-se na bacia hidrográfica do Rio Piranhas, que por sua vez está inserida na região semiárida do Nordeste. A construção de açudes e barragens na referida região constituiu-se como a principal estratégia adotada ao longo dos anos e dos diferentes governos para tentar mitigar os efeitos da seca.
O município de Olho d'Água, no qual o açude está inserido, possui uma média pluviométrica de 1 351,8 mm e uma deficiência hídrica que persiste durante a maior parte do ano, notadamente de junho a janeiro.

## Características
A classificação do volume hidráulico acumulável, definida pelo decreto número 19 258, de 31 de outubro de 1997                 e utilizada pela Agência Executiva de Gestão das Água (AESA) para classificar os açudes na Paraíba, define o Açude Buiu como sendo de médio porte.
Possui uma capacidade de acumular até 70 757 250 metros cúbicos (m3) de água, o que o coloca como o oitavo maior açude operado pela AESA, nona maior represa da Paraíba (em volume acumulável) e principal corpo hídrico de Olho d'Água.